# Тургенев, Сергей Николаевич
Серге́й Никола́евич Турге́нев  (15 декабря 1793 — 30 октября 1834) — полковник русской императорской армии, участник Отечественной войны 1812 года, кавалер Знака отличия Военного ордена. Отец писателя Ивана Сергеевича Тургенева.
Прототип Петра Васильевича в повести «Первая любовь», где описана его связь с Екатериной Львовной Шаховской.

## Биография
Сын отставного офицера Николая Алексеевича Тургенева (1749—1833) и Елизаветы Петровны Апухтиной, внучки путешественника А. И. Скуратова. В своём имении селе Тургенево Чернского уезда отец построил Введенский храм.
Восприемником при крещении стал  ротмистр Петр Алексеевич Скуратов.
Сергей начал службу в кавалергардском полку в 1810 году. В Отечественную войну участвовал в Бородинском сражении, в котором храбро врезался в неприятеля и поражал его с неустрашимостью, причём был ранен картечью в руку и награждён за это Знаком отличия Военного ордена. 21 октября 1812 года произведён в корнеты, 23 сентября 1813 года в поручики.
В начале 1816 года по расчёту сыграл свадьбу с Варварой Петровной Лутовиновой. У них было три сына: Николай, Иван, и рано умерший от эпилепсии Сергей.
В 1817 году 9 августа произведён в штабс-ротмистры, в 1818 году 6 июля в ротмистры. 28 октября 1818 года у них родился сын Иван, с которым у него сложились весьма сложные отношения. Вот как сам Иван рассказывал об этом в своей во многом автобиографической повести «Первая любовь»:

 «Странное влияние имел на меня отец — и странные были отношения. Он почти не занимался моим воспитанием, но никогда не оскорблял меня; он уважал мою свободу — он даже был, если можно так выразиться, вежлив со мною… только не допускал меня до себя. Я любил его, я любовался им, он казался мне образцом мужчины — и, боже мой, как бы я страстно к нему привязался, если бы я постоянно не чувствовал его отклоняющей руки! Бывало, стану я рассматривать его умное, красивое, светлое лицо… сердце моё задрожит, и всё существо моё устремится к нему… он словно почувствует, что во мне происходит, мимоходом потреплет меня по щеке — и либо уйдёт, либо займётся чем-нибудь, либо вдруг весь застынет, как он один умел застывать, и я тотчас же сожмусь и тоже похолодею».

В 1819 году перевёлся (20 октября) из кавалергардов в Екатеринославский кирасирский полк с чином подполковника, 20.02.1821 уволен от службы полковником. В 1833 г. после смерти отца унаследовал село Тургенево Чернского уезда.
Сергей Николаевич Тургенев отличался поразительной красотой, по некоторым отзывам был человек очень добрый. Но портрет его производит впечатление женственности и изнеженности, несмотря на тёмные и смелые мужественные глаза. Сын назвал его «великим ловцом пред Господом женских сердец» и изобразил его в «Первой любви» с совершенной полнотой как блестящего человека, до зрелых годов изящного и стройного, ценившего в жизни только свободу, волю и власть; эти стремления легко удовлетворялись, однако победами над женщинами.

«Красавец мужчина, поправивший свои дела женитьбой на богатой наследнице, был человек равнодушный ко всему, в том числе к детям. Ограничившись относительно них ролью чистокровного производителя, он покорно склонял свою выю под иго жены».

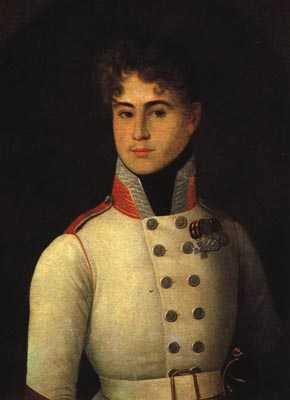
В мундире кавалергарда

В 40 лет Сергей Николаевич приехал в Петербург для лечения почечно-каменной болезни у новомодного доктора из Италии. По словам сына, «доктор Франчески как из пистолета застрелил моего бедного отца, засадив его в какую-то деревянную ванну с клапаном и поджаривая его снизу». Умер он в присутствии сыновей Ивана и Николая после трёх дней мучений.
Похоронен на Смоленском кладбище, где могила его затерялась. Вернувшись в Россию через полгода после смерти мужа, Варвара Петровна отказалась ставить на его могиле памятник, и через 8 лет писала, что это означало бы одни «хлопоты и убытки».